# Nototriche pseudopichinchensis
Nototriche pseudopichinchensis är en malvaväxtart som beskrevs av Bénédict Pierre Georges Hochreutiner. Nototriche pseudopichinchensis ingår i släktet Nototriche och familjen malvaväxter. Inga underarter finns listade i Catalogue of Life.